# Lilium sargentiae
Lilium sargentiae là một loài thực vật có hoa trong họ Liliaceae. Loài này được E.H.Wilson miêu tả khoa học đầu tiên năm 1912.